# Cynortoperna albornata
Genre
Espèce
Cynortoperna albornata, unique représentant du genre Cynortoperna, est une espèce d'opilions laniatores de la famille des Cosmetidae.

## Distribution
Cette espèce est endémique de la province de Guanacaste au Costa Rica. Elle se rencontre vers Tilarán.

## Description
Le mâle holotype mesure 5 mm.

## Publication originale
- Roewer, 1947 : « Diagnosen neuer Gattungen und Arten der Opiliones Laniatores (Arachn.) aus C.F. Roewer's Sammlung im Senckenberg-Museum. 1. Cosmetidae. Weitere Weberknechte XII. » Senckenbergiana, vol. 28, p. 7–57.